# Paris-Bourges 2019
Paris-Bourges 2019 est la 69e édition de la course cycliste française Paris-Bourges se déroulant le 10 octobre 2019 entre Gien (Loiret) et Bourges (Cher), sur une distance de 193,9 kilomètres.
La course fait partie du calendrier UCI Europe Tour 2019 en catégorie 1.1 et est remportée par le Français Marc Sarreau (Groupama-FDJ).

## Présentation

### Équipes
21 équipes sont au  départ de la course : deux équipes UCI WorldTeam, onze équipes continentales professionnelles et huit équipes continentales.
| WorldTeams (2)- AG2R La Mondiale - Groupama-FDJ Équipes continentales professionnelles (11)- Arkéa-Samsic - Cofidis, Solutions Crédits - Total Direct Énergie - Vital Concept-B&B Hotels - Delko-Marseille Provence - Rally UHC Cycling - Sport Vlaanderen-Baloise - Israel Cycling Academy - Wanty-Groupe Gobert - Wallonie Bruxelles - Euskadi Basque Country-Murias Équipes continentales (8)- Saint Michel-Auber 93 - Natura4Ever-Roubaix Lille Métropole - Differdange-GeBa - Team Vorarlberg-Santic - Akros-Thömus - Development Team Sunweb - Amore & Vita-Prodir - EvoPro Racing |
| |

## Classement final
| \| Classement général \| Classement général \| Classement général \| Classement général \| Classement général \| \| Coureur \| Coureur \| Pays \| Équipe \| Temps \| \| ------------------ \| ------------------- \| ------------------ \| ----------------------------------- \| ------------------ \| \| 1er \| Marc Sarreau \| France \| Groupama-FDJ \| 4 h 46 min 54 s \| \| 2e \| Tom Van Asbroeck \| Belgique \| Israel Cycling Academy \| + 0 s \| \| 3e \| Amaury Capiot \| Belgique \| Sport Vlaanderen-Baloise \| + 0 s \| \| 4e \| Andrea Pasqualon \| Italie \| Wanty-Gobert \| + 0 s \| \| 5e \| Colin Stüssi \| Suisse \| Team Vorarlberg-Santic \| + 0 s \| \| 6e \| Anthony Turgis \| France \| Total Direct Énergie \| + 0 s \| \| 7e \| Evaldas Šiškevičius \| Lituanie \| Delko Marseille Provence \| + 0 s \| \| 8e \| Pierre Barbier \| France \| Natura4Ever-Roubaix Lille Métropole \| + 0 s \| \| 9e \| Nils Eekhoff \| Pays-Bas \| Team Sunweb \| + 0 s \| \| 10e \| Bert De Backer \| Belgique \| Vital Concept-B&B Hotels \| + 0 s \| |                     |          |                                     |                 |
| |                     |          |                                     |                 |
| Source : ProCyclingStats |                     |          |                                     |                 |
| Classement général |                     |          |                                     |                 |
| Coureur | Coureur             | Pays     | Équipe                              | Temps           |
| 1er | Marc Sarreau        | France   | Groupama-FDJ                        | 4 h 46 min 54 s |
| 2e | Tom Van Asbroeck    | Belgique | Israel Cycling Academy              | + 0 s           |
| 3e | Amaury Capiot       | Belgique | Sport Vlaanderen-Baloise            | + 0 s           |
| 4e | Andrea Pasqualon    | Italie   | Wanty-Gobert                        | + 0 s           |
| 5e | Colin Stüssi        | Suisse   | Team Vorarlberg-Santic              | + 0 s           |
| 6e | Anthony Turgis      | France   | Total Direct Énergie                | + 0 s           |
| 7e | Evaldas Šiškevičius | Lituanie | Delko Marseille Provence            | + 0 s           |
| 8e | Pierre Barbier      | France   | Natura4Ever-Roubaix Lille Métropole | + 0 s           |
| 9e | Nils Eekhoff        | Pays-Bas | Team Sunweb                         | + 0 s           |
| 10e | Bert De Backer      | Belgique | Vital Concept-B&B Hotels            | + 0 s           |